# دارلين غيليسبي
دارلين غيليسبي (بالإنجليزية: Darlene Gillespie)‏ هي ممرضة ومغنية وممثلة أمريكية، ولدت في 8 أبريل 1941 في مونتريال في كندا.

## وصلات خارجية
- دارلين غيليسبي على موقع IMDb (الإنجليزية)
- دارلين غيليسبي على موقع ألو سيني (الفرنسية)
- دارلين غيليسبي على موقع أول موفي (الإنجليزية)
- دارلين غيليسبي على موقع ديسكوغز (الإنجليزية)
- دارلين غيليسبي على موقع قاعدة بيانات الفيلم (الإنجليزية)
- دارلين غيليسبي على موقع كينوبويسك (الروسية)